# Alas (band)
Alas is een Amerikaanse gothicmetalband.
Alas is tevens een Engels tussenwerpsel dat wordt gebruikt om spijt, verdriet, zorg, sympathie, of vrees voor gevaar of kwaad uit te drukken.

## Artiesten
- Martina Astner - zang
- Erik Rutan - gitaar
- Scott Hornick - basgitaar
- Howard Davis - drums

## Discografie
- 2001 - Absolute Purity - (Hammerheart Records)